# Jens Metzdorf
Jens Metzdorf (* 1966 in Neuss) ist ein deutscher Archivar und Historiker. Seit dem 1. Juni 2002 ist er Leiter des Neusser Stadtarchivs.

## Werdegang
Nach dem Abitur am Theodor-Schwann-Gymnasium in Neuss studierte Metzdorf Geschichte, Englische Philologie und Publizistik in Münster, London und Mainz. Er promovierte 1998 zum Dr. phil. und absolvierte anschließend ein Referendariat für den Höheren Archivdienst. Nach einer Zwischenstation am Staatsarchiv Leipzig wurde er am 1. Juni 2002 Leiter des Neusser Stadtarchivs.